# Sarit Thanarat
Sarit Thanarat (în thailandeză สฤษดิ์ ธนะรัชต์; n. 16 iunie 1908, Bangkok, Thailanda – d. 8 decembrie 1963, Bangkok, Thailanda}} a fost un ofițer militar, politician și om de stat thailandez, care a activat ca prim-ministru al Thailandei între 1959 și 1963.